# 11-я Македонская ударная бригада
11-я Кумановская Македонская ударная бригада (сербохорв. Једанаеста кумановска македонска ударна бригада / Jedanaesta kumanovska makedonska udarna brigada, макед. Единаесетта кумановска македонска ударна бригада) — воинское формирование Народно-освободительной армии Югославии, участвовавшее в Народно-освободительной войне на территории Вардарской Македонии.
Сформирована 27 августа 1944 в кумановском селе Пелинце. В составе бригады служили 370 человек из Куманово, Кривой-Паланки и Кратово. Бригада участвовала с 30 августа по 9 сентября в боях за Куманово, Берово, Страцин, Кратово. 18 сентября расформирована: бойцы её 1-го и 2-го Кумановских батальонов отправились в 3-ю бригаду, 3-й Кратовский батальон остался действовать самостоятельно в районе Свети-Никола.

## Командный состав
- Йордан Цеков, командир (с 27 августа 1944)
- Перо Ивановский, политрук (с 27 августа по 25 сентября 1944)
- Димитр Алексиевский, заместитель политрука
- Благоя Арсовский, начальник штаба